# Euphorbia mercurialina
Euphorbia mercurialina är en törelväxtart som beskrevs av André Michaux. Euphorbia mercurialina ingår i släktet törlar, och familjen törelväxter. Inga underarter finns listade i Catalogue of Life.